# Тулузька обсерваторія
Тулузька обсерваторія — французька астрономічна обсерваторія, заснована в 1733 році Французькою академією наук. У 1841 році обсерваторія була перевезена в Jolimont, а звідти в 1981 році переведена в науковий відділ Toulouse-Rangueil. У 1875 році був встановлений 83-см телескоп. У 1970 році внаслідок збільшення міського світлогого забруднення в Тулузі відмовилися від спостережень, і всі роботи були перенесені в гірські обсерваторії. Зараз обсерваторія є керівною організацією для астрономічних обсерваторій Франції. Їй підпорядковуються такі обсерваторії як: Observatoire of the Peak of the South і Observatoire the Midday-Pyrenees.